# 죽계사
죽계사는 충청북도 청주시 청원구에 있다. 2015년 4월 17일 청주시의 향토유적 제139호로 지정되었다.

## 개요
1738년 단종 복위를 도모하다가 죽음을 당한 금성대군 이유와 충장공 이보흠의 위해를 봉안하기 위해 세운 사당이다.